# 18 Wheels of Steel
18 Wheels of Steel (abreviată uneori 18 WoS) este denumirea unei serii de simulatoare de camioane publicată de ValuSoft și dezvoltată de SCS Software. Seria cuprinde momentan 8 jocuri.
Versiuni:
- Hard Truck: 18Wheels of steel  (22 august 2002)
- 18Wheels of steel: Across America (2003)
- 18Wheels of steel: Pedal to the Metal (30 august 2004)
- 18Wheels of steel: Convoy (1 septembrie 2005)
- 18Wheels of steel: Haulin' (8 decembrie 2006)
- 18Wheels of steel: American Long Haul (3 decembrie 2007)
- 18Wheels of steel: Extreme Trucker (23 septembrie 2009)
- 18Wheels of steel: Extreme Trucker 2 (6 iunie 2011)